# Fernanda Takai
Fernanda Barbosa Takai (Serra do Navio, 25 agosto 1971) è una cantante, musicista e scrittrice brasiliana.

## Biografia
Fernanda Takai ha ascendenze miste: i nonni paterni erano emigrati in Brasile provenienti dal Giappone, mentre il nonno materno era di origine portoghese. Nata nello stato brasiliano di Amapá, l'artista crebbe nel Minas Gerais. La sua cantante di riferimento è sempre stata Suzanne Vega. 
A Belo Horizonte si unì come cantante al gruppo rock Pato Fu, con il quale dal 1993 ha pubblicato undici CD. L'esordio da solista risale al 2007, anno in cui si produsse nell'album Onde brilhem os olhos seus, con il quale intese onorare la cantante Nara Leão. La Takai era affiancata da Lulu Camargo alle tastiere e John Ulhoa alla chitarra, musicisti del gruppo Pato Fu. La traccia Insensatez vede l'intervento di Roberto Menescal alla chitarra.
L'anno dopo, sulla spiaggia di Ipanema a Rio de Janeiro, fu tra i partecipanti allo spettacolo  Bossa nova 50 anos, sul palco assieme a grandi artisti brasiliani fra i quali Carlos Lyra, Oscar Castro-Neves, Wanda Sá, Leila Pinheiro, lo Zimbo Trio, Leny Andrade, Maria Rita, João Donato, Joyce e Marcos Valle. Del 2009 è il CD registrato dal vivo Luz negra, in cui la cantante alterna proprie composizioni a melodie di nomi rilevanti quali Chico Buarque, Tom Jobim, Vinícius de Moraes, Roberto Carlos; è presente anche una cover di There Must Be an Angel (Playing with My Heart) degli Eurythmics, e Kobune, versione in lingua giapponese del successo di Roberto Menescal e Ronaldo Bôscoli O barquinho.

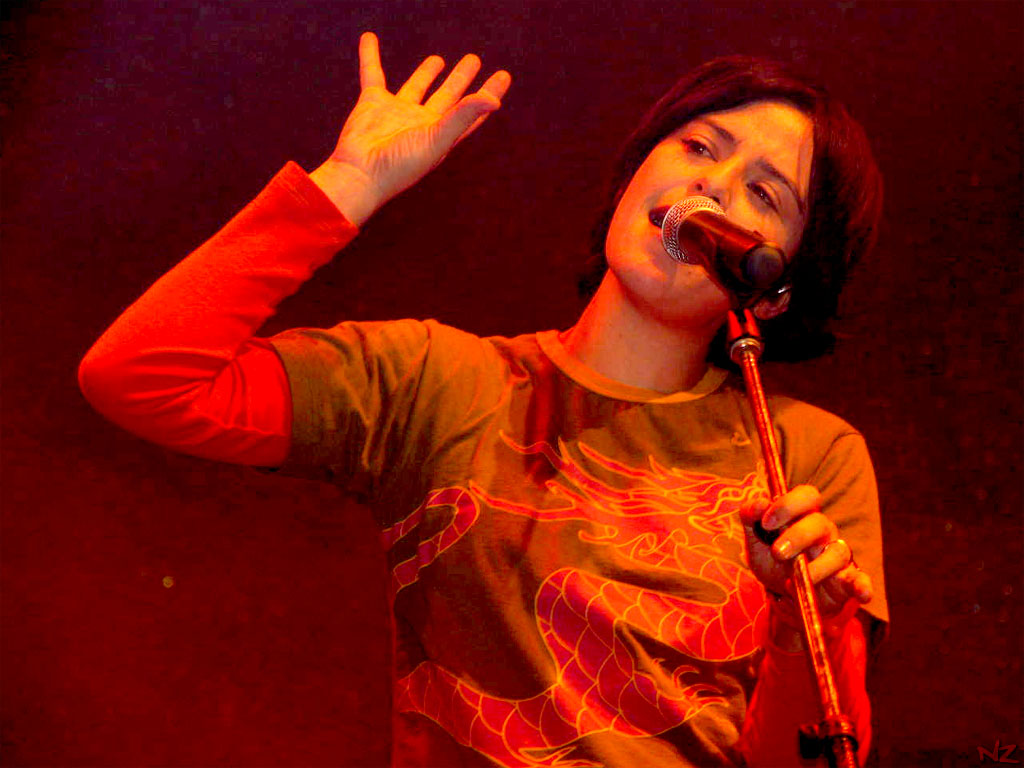
Fernanda Takai, 2005

Nel 2012 è la volta di Fundamental, CD che vede a fianco della cantante brasiliana il chitarrista dei disciolti Police Andy Summers, impegnati in un'originale rilettura delle sonorità della bossa nova. Nel 2014 Fernanda Takai ha pubblicato Na medida do impossível, nel quale ripercorre motivi di Julieta Venegas, George Michael, Benito di Paula e Renato Barros. L’artista duetta anche con il cantante degli Skank Samuel Rosa: assieme interpretano Pra curar essa dor, versione brasiliana di una composizione di George Michael. Il lavoro è stato presentato dalla cantante in uno spettacolo che si è tenuto nella sua città di adozione Belo Horizonte.
O Tom da Takai è l’album pubblicato nel 2018 nel quale la cantante interpreta composizioni di Jobim che non appartengono alla selezione classica dei maggiori successi del musicista brasiliano ma costituiscono le sue prime composizioni: Olha pro céu, Aula de matemática, Outra vez, Ai quem me dera, Brigas nunca mais fra le altre. Nella produzione del disco, la Takai si è avvalsa della collaborazione di Marcos Valle e di Roberto Menescal. L’anno successivo, a Rio de Janeiro, per un DVD e per la trasmissione in streaming la cantante ha registrato davanti a un pubblico scelto di pochi amici O Tom da Takai nella versione dal vivo, anche in questo caso in compagnia di Valle e Menescal. Nel 2020, a causa della pandemia, insieme al marito si è rifugiata nello studio di registrazione casalingo incidendo un album intitolato Será che você vai acreditar? nel quale suona tutti gli strumenti. Il disco vede alcuni brani composti per l’occasione e molte reinterpretazioni, e la Takai si avvale della collaborazione di due altre voci femminili: quelle di Virginie Boutaud in O amor em tempos de Cólera e di Maki Nomiya nella traccia Love Song.
Ha scritto quattro libri per l'infanzia, tra cui O cabelo da menina, per il quale le è stato assegnato nel 2017 il Premio Jabuti.

## Vita privata
Sposata dal 1995 col musicista John Ulhoa, cofondatore e bassista dei Pato Fu, ha una figlia, Nina, nata nel 2003.

## Discografia

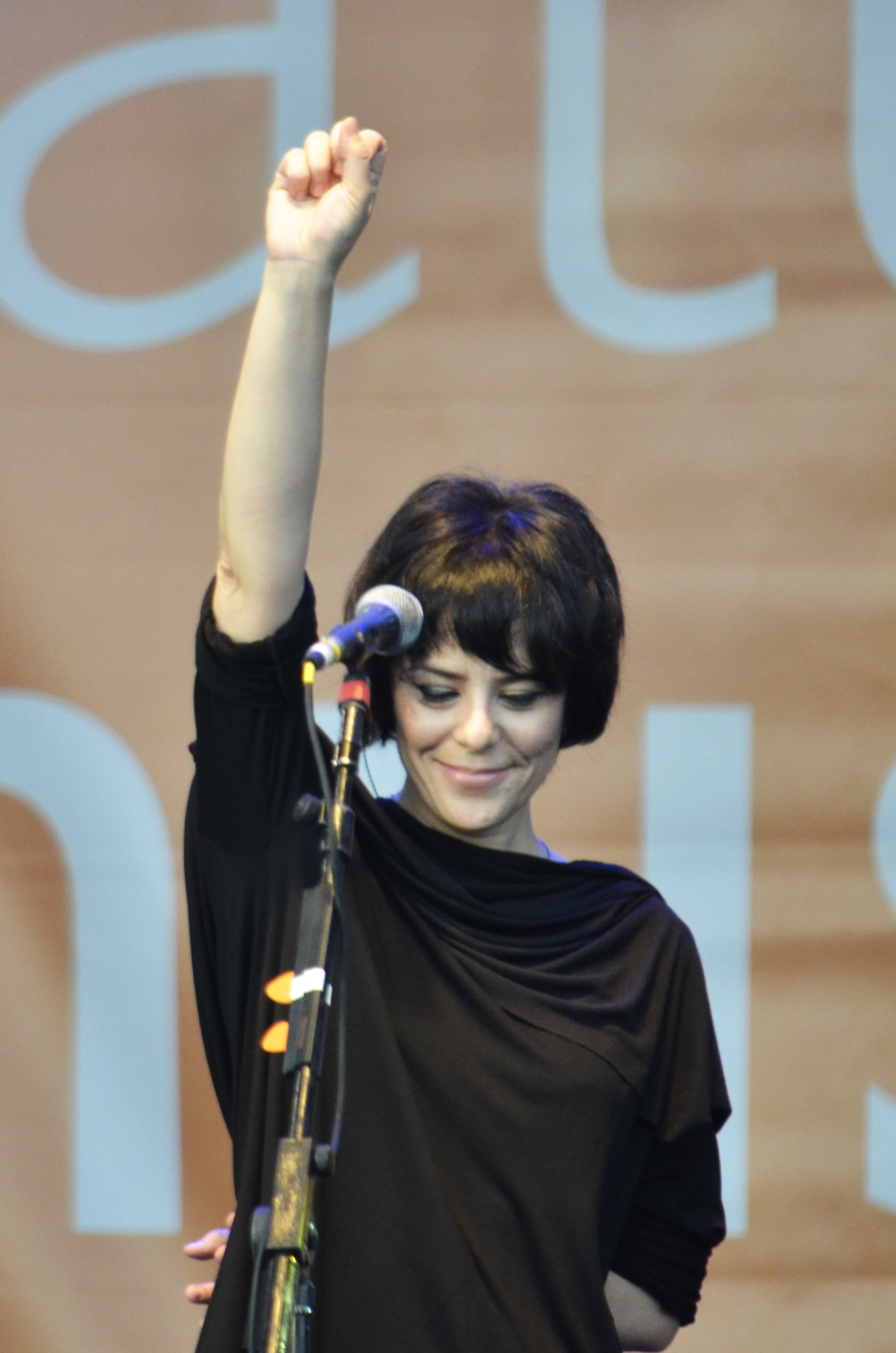
Fernanda Takai a Belo Horizonte, 2014

- 1993 - Rotomusic de liquidificapum (Pato Fu)
- 1995 - Gol de quem?  (Pato Fu)
- 1996 - Tem mas acabou (Pato Fu)
- 1997 - Prato feito (Pato Fu)
- 1998 - Televisão de cachorro (Pato Fu)
- 2000 - Isopor (Pato Fu)
- 2001 - Ruído Rosa (Pato Fu)
- 2002 - Acústico MTV (Pato Fu)
- 2003 - Assim, assado - Tributo a Secos & Molhados (Pato Fu)
- 2005 - Toda cura para todo mal (Pato Fu)
- 2007 - Daqui pro futuro (Pato Fu)
- 2007 - Onde brilhem os olhos seus
- 2009 - Luz negra
- 2012 - Fundamental
- 2014 - Na medida do impossível[13]
- 2018 - O Tom da Takai
- 2019 - O Tom da Takai – ao vivo
- 2020 - Será che você vai acreditar?